# Hatice Kübra İlgün
Hatice Kübra İlgün (* 1. Januar 1993 in Bursa) ist eine türkische Taekwondoin. Sie startet in den Gewichtsklasse bis 57 Kilogramm.

## Erfolge
Hatice Kübra İlgün gab 2010 ihr internationale Debüt bei den Erwachsenen, als sie in Eindhoven bei den Dutch Open antrat. 2013 wurde sie noch in Chișinău in der Altersklasse U21 Dritte bei den Europameisterschaften in der Gewichtsklasse bis 57 Kilogramm. Sie gewann in den darauffolgenden drei Jahren mehrere internationale Turniere, darunter in Antalya, Charkiw, Chișinău, Thessaloniki und Ramla. Sie nahm auch an der Universiade 2015 in Gwangju teil, blieb dort aber ohne Medaille. 2017 gewann İlgün in der Gewichtsklasse bis 57 Kilogramm in Rabat ihr erstes Grand-Prix-Turnier und sicherte sich auch bei der Universiade in Taipeh den Titelgewinn. Bei den Weltmeisterschaften 2017 in Muju erreichte sie ebenfalls das Finale, unterlag dort aber der Südkoreanerin Lee Ah-reum, womit sie Vizeweltmeisterin wurde. Ein Jahr darauf wurde İlgün in Kasan auch Vizeeuropameisterin. Diesmal hatte sie im Endkampf das Nachsehen gegen die Britin Jade Jones. Nach jeweils zwei zweiten und dritten Plätzen bei Grand-Prix-Turnieren in den Jahren 2018 und 2019 gelang İlgün 2019 in Chiba nach 2017 der zweite Titelgewinn. Bei den Europameisterschaften 2021 in Sofia belegte sie abermals hinter Jade Jones den zweiten Platz.
Bei den wegen der COVID-19-Pandemie auf das Jahr 2021 verschobenen Olympischen Spielen 2020 in Tokio traf İlgün in der Gewichtsklasse bis 57 Kilogramm nach einem 16:5-Auftaktsieg gegen die Thailänderin Nishy Lee Lindo im Viertelfinale auf die US-Amerikanerin Anastasija Zolotic. Sie unterlag dieser mit 9:17, zog aber in die Hoffnungsrunde ein, nachdem Zolotic das Finale erreicht hatte und dann auch Olympiasiegerin wurde. Im ersten Kampf der Hoffnungsrunde besiegte İlgün die Marokkanerin Nada Laaraj mit 6:0 und zog in den Kampf um Bronze gegen die für das Flüchtlingsteam startende Kimia Alisadeh ein. Sie gewann den Kampf mit 8:6 und sicherte sich damit den Gewinn der Bronzemedaille.